# 唯物女性主義
唯物女性主義（英語：material feminism）或物質女性主義，在理解女性的壓迫時聚焦於資本主義與父權作為中心。它聚焦於社會轉變，而非在資本主義系統內尋求轉變。珍妮佛·維克（Jennifer Wicke）定義唯物女性主義為「一種女性主義，堅持在社會結構中審查物質狀況，包括性別階級（gender hierarchy），發展……唯物女性主義避免將性別階級是為單一的……的效果……父權與替代計量社會網路與精神的關係構成了唯物、歷史的一刻。」

## 歷史
唯物女性主義於20世紀70年代晚期出現並且和關鍵思想家，如：羅斯瑪莉·韓賽（Rosemary Hennessy）、史蒂菲·傑克森（Stevi Jackson）與克莉絲汀·道菲（Christine Delphy）有關。

## 與馬克思主義女性主義的關係
唯物主義主義這個詞首次出現於1975年由克莉絲汀·道菲提出。現在的概念根源於社會女性主義與馬克思主義女性主義；《唯物女性主義：一個關於階級、差異與女性的生活的讀本》（Materialist Feminism: A Reader in Class, Difference, and Women’s Lives）的編者，羅斯瑪莉·韓賽與克麗絲·英格漢（Chrys Ingraham），將唯物女性主義解釋為結合數個理論－－歷史唯物主義、馬克思主義女性主義與基進女性主義，就像意義與主觀的後現代理論與精神分析理論。

## 外部連結
- 《唯物女性主義：一個關於階級、差異與女性的生活的讀本》（页面存档备份，存于）（英語）